# Euro house
Euro house es un término genérico utilizado para aglutinar los diferentes estilos de música dance que se han creado en Europa desde finales de los años 1980 hasta mediados de los años 2000. Combina muchos elementos del house con techno, eurobeat, eurodisco, reggae fusion o trance, entre otros. En otros continentes, influenciados por este género musical, aparecieron escenas locales con elementos euro.
El Euro house surgió a finales de 1980 y se caracteriza por el hecho de que la melodía tiene una fuerte influencia del Dance pop, con base House. El género evolucionó en paralelo con el Eurodance a lo largo de la década de 1990, ya que muchos grupos de aquellos tiempos empleaban ambos estilos indistintamente fusionando elementos de ambos en las composiciones. En la década de 2000, la influencia ejercida por el euro trance fue modificando el estilo hasta su caída del mainstream. 
Fuera de Europa se ha utilizado un mismo término para identificar tanto al euro house como al eurodance", pero originalmente el término Euro house se asoció a un estilo más cercano al House y al garage house que al Hi-NRG como lo hace el Eurodance. Este último se usó en particular durante los años 1990s para identificar un género de melodía más rápida y energética que incluía un cantante solista o un dúo entre un rapero y una cantante.
Por ejemplo, podemos hablar de un eurohouse en el tema 'Dreamer' de Livin' Joy ya que sus elementos, sonidos y velocidad son tomados del House (como riffs de piano o el uso del korg M1 Organ Bass). Y podemos hablar de un eurodance en el tema 'I Got to give it up' de Masterboy ya que su velocidad y elementos son más cercanos al Hi-Nrg (con melodías de teclados más electrónicos, artificiales o incluso futuristas), además de contar con un rapero y vocalista a la vez.

## Características de la música euro house
La mayoría de la música euro house se caracteriza por una fuerte influencia de la música Dance pop con base House (ritmo 4/4, four on the floor) a la que se le puede incorporar cualquier elemento de moda del momento, como techno, eurobeat, eurodisco, reggae fusion o trance, entre otros. Al tener base House su velocidad ronda entre las 120-135 pulsaciones por minutos, por lo que es algo inferior al eurodance. Tampoco tiene los riffs energéticos de este último.

### Voces
El euro house suele tener voces de corte pop o r&b, y las letras a menudo implican cuestiones de amor, baile o fiesta y se hicieron frecuentemente por un cantante solista bien masculino, bien femenino
como Club House, Whigfield o Robin S. También hay artistas que se mantuvieron a caballo entre euro house y eurodance en sus producciones en algún momento de la década de los 1990, como MC SAR & Real McCoy con "Just another night" (1994).
Las letras casi siempre se cantan en inglés, independientemente de las nacionalidades del artista. A veces con voz femenina o masculina cantando a lo largo de toda la canción sin rap.

## Historia
El Dance pop y el house se iniciaron en Estados Unidos de forma underground a principios de los 1980s, siendo formas más pop y electrónica, respectivamente, evolucionadas de la música disco. 
A finales de los años 1980, el  Hi-NRG fue asociado a los productores británicos Stock, Aitken y Waterman que junto al eurobeat dominaron la escena europea con una fuerte influencia Dance pop. 
La llegada del house junto a sus variante Acid house y Hip house comenzarían a modificar las estructuras musicales de los productores europeos.
El euro house primigenio es una fusión de estos estilos de música house con Dance pop.

### Los primeros años 1987/92
Inicialmente, las primeras producciones de música electrónica de baile derivadas de la fusión de la música europea establecida a finales de los 1980s y de las corrientes estadounidenses fueron muy afines al sonido del house original, el Chicago house.
En 1987 el house llegó a Europa dando origen al euro house. En ese año se publicaron los temas '"Pump up the volume" de MARRS en Gran Bretaña, y "Bauhaus" del proyecto italiano Cappella, ambos con fuerte influencia del acid house, pero el tema de Cappella con unos riffs de piano que fueron el sello de identidad del estilo italiano de Euro house hasta 1993, el Italo house. 
El euro house se extiende y comienzan a realizarse producciones Hi-NRG con influencia Acid house dandp inicio al diva house, como "The only way is up" de Yazz e incluso artistas Dance pop como Samantha Fox realizan incursiones en el género con temas como "Love house".
A finales de 1988 surge el New beat como fusión del Acid house y el recién llegado Techno.
En 1989 aparecen más modalidades de euro house. Se fusiona el Hip house con el Techno apareciendo los primeros temas del denominado Technodance con "Pump up the jam" de Technotronic y el Balearic beat comienza a tomar identidad propia con elementos del house. 
Por otra parte, el Hip House comienza a ser producido en Europa con Mister Mixi & Skinny Scotty ("I Can Handle It") y Ice MC ("Easy") con rapeo o  Jam Tronik ("Another Day In Paradise") cantada pero manteniendo el ritmo hip house.
Para 1990 el Technodance sigue cosechando éxitos de la mano de Technotronic ("Get up", "This beat is Technotronic", "Rockin' over the beat" y "Move this") y aparecen más grupos del mismo estilo como Snap! que también consigue notables producciones como "The power" o "Cult of Snap!".  El diva house, por su parte, también prosigue con éxitos como 49ers con ("Touch me") o FPI Projects con ("Going back to my roots"). De estilo hip house, aparte de Ice MC ("OK Corral" y "Cinema"), también tienen éxito Real McCoy ("It's on you"), Nomad ("Devotion") y Twenty 4 Seven ( "I Can't Stand It"). Aparecen más artistas con elementos fusionados de varias escenas como Cartouche ("Feel the groove") o Hypnoteck ("Ready or not"), y el balearic beat adquiere cierta relevancia con artistas como Nekuams ("Baila morena), Bravo DJ("Difacil rap"), Crazy Eddy ("Nena de Ibiza") o Mystic ("Ritmo de la noche").
En 1991 comienza el sonido propiamente eurodance, ya diferenciado del 'euro house' por influencia de las escenas Hardcore techno y Rave music, aportandole elementos muy energéticos y mayor velocidad (BPM) y manteniendo la estructura del rapeo del 'technodance'. 
El éxito del eurodance esta línea energètica se expandió por Europa. En el Reino Unido también empiezan a aparecer temas que empiezan a sintetizar los distintos elementos presentes hasta el momento mostrando un sonido energètico más melódico y con voces estilo 'Hi-NRG' como "Everybody's free" de Rozalla.
Por su parte el italo house empezó una época de múltiples covers de hits de música pop y rock de décadas pasadas destacando a Double You ("Please don't go") o CO.RO. feat. Taleesa ("Because the night"), tema este último, con tendencia a elementos melódicos y `Hi-NRG' más cercanos al concepto eurodance, al igual que AB Logic ("AB Logic").
Aparece una línea 'eurohouse' con elementos más similares al trance como The Golden Girls ("Kinetic") respectivamente.

### El Eurodance Clásico(1993/96)
La música eurodance alcanza su cénit en estos años, con melodías muy energéticas, con dúos rapeando o cantadas. La velocidad oscila entre 135 y 145 BPM. Hay una gran diversidad de escenas y una gran creatividad alcanzando grandes cotas de reconocimiento en el entorno dance, dejando el euro house en un segundo plano durante varios años aunque hay también artistas con éxito como Alex Party ("Read my lips"), Nightcrawlers ("Push The Feeling On"), Princess Paragon ("A Girl Like You"), Royal T ("Baby Don't Cha Leave Me This Way"), Heller And Farley Project ("Ultra Flava"); o, con una línea premonitoria de un futuro pico exitoso hacia 1999 del denominado disco house, N-Trance ("Stayin' Alive").
Ace of Base alcanza el éxito con una variante reggae fusion ("All that's she wants" y "The sign") y en una línea más 'pop' comienzan a despuntar artistas, como Wighfield ("Saturday night") o Cut'n'Move ("Give it up"), que fueron fuente de inspiración para el incipiente happy hardcore. 
Los DJs también comienzan a realizar proyectos, sumándose a los productores y discográficas y empiezan a incorporarse elementos trance en proyectos como Cabballero con "Hymn" o Gregory con "World Of Dreams" que, poco a poco se hicieron más habituales hasta, finalmente, años más tarde, sustituir la melodía sintetizada del 'eurodance' para pasar a ser denominada eurotrance.
El año 1996 marca el declive del sonido eurodance que comienza a dar síntomas de agotamiento por un exceso de proyectos con mucho cover y poco imaginativo, además, otros géneros como el Dream trance alcanza un éxito significativo y aparecen cada vez más temas con fusiones con happy hardcore o trance. 
También se reabre el camino al euro house con The Lisa Marie Experience ("Keep On Jumpin'"), Justine Earp ("Oh-La-La-La "), Gala ("Freed From Desire") o Rene & Peran ("Give It To Me"), y aparece el bubblegum dance con Sqeezer y poco después Aqua y Vengaboys.

### Del Euro house al Eurotrance (1997/2000)
A partir de 1997 el estilo 'euro house' va adquiriendo preponderancia con nuevos proyectos exitosos 2 Eivissa ("Oh La La La"), Gala ("Let A Boy Cry" y "Come Into My Life") e incorporando artistas reconvertidos del 'eurodance' clásico como 2 Unlimited ("Wanna Get Up" y "Never surrender") o Culture Beat ("Pay No Mind"), o añadiendo elementos de diferentes estilos, como italo dance con Alexia ("Gimme love"), Corona ("Walking on music"), Gala ("Suddenly") o Jhava ("Don't Tell Me Lies") e incluso Pizzicato iniciando el camino hacia el Euro trance, con temas de Red 5 ("Lift Me Up"), Sash ("Encore Une Fois", "Ecuador" y "Stay"), Milk Inc. (La Vache"), Alexia ("The music I like"), Now! ("Let's Make Love"), Australia ("Koala" e "Indian spirits"), Sash! ("La Primavera") o B.B Team ("The Ibiza's Angel") entre otros.
Los sonidos más 'pop' continúan manteniendo una cuota de audiencia con covers de artistas del mainstream del pop e incluso Madonna con su álbum Ray of Light comienza a introducir elementos euro house o incluso trance en algunos temas, abriendo el camino hacia el mainstream de la música dance. También comienza a darse una variante con temas de la época disco de finales de los 1970s Mousse T. ("Horny 98"), Cher ("Believe") o The Tamperer Feat. Maya ("Feel It").
1999 es el año del nu italo. Múltiples artistas italianos del italo dance comienzan a desarrollar este nuevo estilo con aires italo disco y ritmo más lento, similar al estilo 'eurohouse'. Gigi D'Agostino ("Bla bla bla", "L'amour toujours" , "La passion" y "The riddle") y Eiffel 65 ("Blue" y "Move Your Body") son sus máximos exponentes. Por otro lado el euro house se encamina más a la inclusión de elementos 'trance' influido por el ya exitoso Euro trance con artistas como Alice Deejay ("Better off alone") o Floorfilla ("Anthem #2"). También el pop electrónico se encamina más a sonidos euro con Pet Shop Boys ("New York City boy"), Roxette ("Stars") o la ex Spice Girl Geri Halliwell ("Lift Me Up"). El bubblegum dance empieza su declive, aunque continúa con algunos éxitos de Aqua ("Cartoon heroes" y "All around the wold") o Vengaboys ("Kiss") que también lanzan algún single 'reggae fusion' ("We're going to Ibiza").
Para el año 2000 el Euro trance es un éxito rotundo en Europa con elementos euro house en sus temas como La Luna ("Take me" y "When the morning comes") ATC ("Around the world") o Milk Inc. ("Walk on water" y "Land of the living") y ya con más estilo 'eurohouse' Alice Deejay ("Will I Ever"), Gitta ("No More Turning Back!!") o 2 Eivissa ("Viva La Fiesta" y "I Wanna Be Your Toy"). Otros géneros, como el French house y el dance pop, también consiguen que muchos temas copen las listas de éxitos de música electrónica de baile.

### El legado del euro house (desde 2001)
En 2001 el sonido eurotrance toma más elementos trance revitalizando el Vocal trance. El dance pop proveniente de EE. UU. con elementos del 'euro house' adquiere más popularidad a nivel planetario provocando el declive del sonido 'euro house' que aún se mantinene pero reduciéndose poco a poco a ámbitos regionales.
Grupos como Basic Element (activo en la década de 1990 también), Alcazar, Scooter, Ian Van Dahl (ahora AnnaGrace), Basshunter, Cascada, Bob Sinclar, Milk Inc., Merzedes Club, Infernal, Special D, Groove Coverage, Santamaría, Sylver, Danijay, Eiffel 65, Colonia, y solistas como Madonna ("Hung Up"), Kate Ryan, Zeta Luca, Gabry Ponte, DJ Alligator, Svavarsson Mani, Lucas Prata y O-Zone, representan algunos de los mejores artistas y grupos de una especie de "segunda generación" 'eurodance' de fusiones de estilos variopintos que van desde el trance, nu italo, electro, pop o italo disco, con una base 'euro house' . La mayoría de ellos publicaron sencillos o álbumes en Estados Unidos.
El interés por el eurodance se reavivó a nivel mundial a finales de la década del 2000, y esta vez el regreso fue ayudado en gran medida por intereses a través de la música y sitios web de vídeo, que incluye un apoyo importante de intercambio de medios de comunicación y sitios de redes en línea.
Algunos músicos con sede en EE. UU. de esos años están fuertemente influenciados por el 'eurodance', prominentemente Lady Gaga, abiertamente influenciada por Ace of Base y otros artistas de las décadas de los ochenta y noventa.
Desde 2010 en adelante sólo unos pocos artistas pueden ser categorizados como 'eurodance'. Uno de los grupos más populares de la década de 2000, Cascada, se desplazó hacia el electropop con su álbum de 2011, "Original Me". Otros artistas con una historia similar son Bob Sinclar y Basshunter.
El segundo álbum de Flo Rida, R.O.O.T.S., está altamente influenciado por el género 'eurodance', un cambio en su estilo ya que en sus inicios el rapero era considerado como rap/hip hop con una ligera cercanía al 'dance', al haber usado muestras de Eiffel 65 y Dead or Alive.
En 2010 se anunció que David Guetta se había convertido en el artista más descargado de todos los tiempos (en lo que se refiere a eurodance) de acuerdo con Ovi Music Store de Nokia, pasando por encima de Cascada y Basshunter. La Roux y Calvin Harris son otros que figuraban en la lista.
Desde entonces, el 'eurodance' vive de viejos éxitos y remezclas.

## Otros estilos afines e influyentes
- Synth pop. Este estilo surgió durante la década de 1970. Su subgénero, el electropop o Tecno-pop, es un tipo de música de baile con sintetizador futurista y una estética más ligera parecida a la new wave, pioneros en electro pero con un simple pop/rock de plantilla centrado a menudo en torno a una parte vocal. El synth pop perdió su popularidad en el mainstream en la década de 1990 en favor del dance pop, pero nunca ha estado inactivo. Tuvo un resurgimiento importante en la década del 2000 (la mayoría de artistas de esos años tenían una clara influencia de los orígenes del estilo, como Lady Gaga o Selena Gómez entre muchas otras).

- Europop. La música popular relacionada con dance-pop con elementos de eurodance clásico o trance, pero no es muy parecido a uno u otro. Coro y verso con estructura predominante. Casi siempre melodías pegadizas sin cesar e infecciosas, sintetizadores y beats.